# Dušan Tadić
Dušan Tadić (serbisch-kyrillisch Душан Тадић; * 20. November 1988 in Bačka Topola, SR Serbien, SFR Jugoslawien) ist ein serbischer Fußballspieler. Er steht bei al-Wahda aus Abu Dhabi unter Vertrag und spielte bis 2024 für die serbische Nationalmannschaft.
Seine bevorzugte Position ist das linke Mittelfeld, er kann aber auf der rechten Seite spielen bzw. auch als Flügelspieler oder hängende Spitze eingesetzt werden. Tadić ist vor allem für seine extravaganten Dribblings und seine Vorlagenquote bekannt. So wurde er in der Saison 2011/12 drittbester Torvorlagengeber Europas. Er gilt als ein schneller, torgefährlicher und kreativer Spieler.

## Karriere

### Vereine

#### Vojvodina Novi Sad
Dušan Tadić durchlief die Jugendmannschaften von Vojvodina Novi Sad und begann dort seine Profikarriere mit 18 Jahren. Ab der Saison 2006/07 gehörte er zum Profikader. 2007 wurde er mit dem Verein dritter, erreichte das serbische Pokalfinale und die Qualifikation zum UEFA-Pokal.
Mit der Zeit entwickelte er sich trotz seines jungen Alters zur festen Größe der Mannschaft. 2008 wiederholte er mit Vojvodina den dritten Platz und die Qualifikation zum UEFA-Pokal. 2009 wurde er serbischer Vizemeister und erreichte 2010 erneut das Pokalfinale. 2010 wurde er in die Top 11 der ersten serbischen Liga gewählt.
In der Qualifikation für die Europa League 2009/10 erzielte er ein Tor gegen den österreichischen Vertreter FK Austria Wien. In den fast vier vollen Jahren bei Vojvodina erzielte er in 107 Ligaspielen 29 Tore und war vor allem für seine hohe Torvorlagenquote bekannt. Er verbrachte diese Zeit auch ohne größere Verletzungen und Zwischenfälle.

#### Vier Jahre in den Niederlanden
Ab der Saison 2010/11 spielte er beim FC Groningen, bei dem er das Trikot mit der Rückennummer 10 erhielt. Für den Wechsel nach Groningen schlug er Angebote aus Russland, Deutschland, Italien und Spanien aus. Beim FC Groningen bildete er in seiner ersten Saison mit dem Schweden Fredrik Stenman ein offensives Duo und gab mit 17 Torvorlagen die meisten Assists in der Eredivisie. Auch durch sieben eigene Tore trug er zur Qualifikation für die Play-offs um die Qualifikation für die zweite Qualifikationsrunde zur UEFA Europa League bei, in der die Groninger in der zweiten Runde gegen ADO Den Haag ausschieden. In der Folgesaison war Tadić auch nach den Abgängen von Stenman und Tim Matavz Stammspieler und kam wie in der Saison zuvor in allen 34 Punktspielen zum Einsatz, in der er ebenfalls sieben Tore schoss und weitere zehn Tore vorbereitete. Dabei wählte man ihn nach seiner Leistung bei einem 6:0-Sieg gegen Feyenoord Rotterdam zum Spieler der Saison.
Zur Saison 2012/13 wechselte Tadić zum FC Twente Enschede und unterzeichnete einen Vertrag mit einer Laufzeit von drei Jahren mit einer Option auf eine Verlängerung der Vertragslaufzeit um weitere zwei Jahre. Mit dem Verein aus Enschede qualifizierte er sich zu Saisonbeginn für die Gruppenphase der UEFA Europa League, nachdem er in sieben Partien in der Qualifikation jeweils zwei Assists und Tore beisteuerte. In der Gruppenphase traf der Club auf Hannover 96, Helsingborgs IF und UD Levante und schied als Gruppenletzter aus. Tadić kam dabei in allen sechs Partien zum Einsatz und erzielte bei der 1:3-Niederlage im letzten Gruppenspiel gegen Helsingborgs IF ein Tor. In der Liga spielte er in 33 Partien und erzielte 12 Tore, während er 15 weitere Tore vorbereitete. Somit trug er zur Qualifikation für die Play-offs um die Qualifikation für die zweite Qualifikationsrunde zur Europa League bei, in der Tadić wie 2011 erneut in der zweiten Runde ausschied, dieses Mal gegen den FC Utrecht. In seiner zweiten und letzten Saison für den FC Twente Enschede kam er in der Liga erneut in 33 Partien zum Einsatz und erzielte dabei 16 Tore und gab mit 14 Torvorlagen erneut die meisten Assists in der Eredivisie. Auch dank dieser Leistung qualifizierte sich der Verein als Tabellendritter für die Play-offs zur UEFA Europa League.

#### Vier Jahre in der Premier League beim FC Southampton
Zur Saison 2014/15 schloss sich Tadić dem FC Southampton an und unterschrieb einen bis 30. Juni 2018 laufenden Vertrag. In seiner ersten Saison lief er in der Premier League in 31 von 34 Partien auf und gab acht Torvorlagen, während er selbst vier Treffer selbst erzielte. Sein 1:0-Siegtreffer am 11. Januar 2015 im Auswärtsspiel gegen Manchester United war entscheidend für den ersten Sieg im Old Trafford seit 1988. Zum Ende der Saison 2014/15 belegte der FC Southampton den siebten Tabellenplatz und schied in den Play-offs zur Europa League aus. Bis dahin war Tadić in allen vier Partien zum Einsatz gekommen und erzielte ein Tor. Am 1. Mai 2016 wurde er mit drei Torvorlagen beim 4:2-Heimsieg gegen Manchester City zum insgesamt vierten Akteur, der in einem Punktspiel mindestens drei Assists geben konnte. Zum Ende der Saison 2015/16 belegte der FC Southampton auch dank acht Treffern sowie 13 Vorlagen von Tadić den sechsten Tabellenplatz und qualifizierte sich für die Gruppenphase der UEFA Europa League. In fünf Einsätzen gab er eine Torvorlage und schied mit der Mannschaft allerdings als Gruppendritter aus. In der Premier League kam Tadić zu sechs Torvorlagen und drei eigenen Treffern, womit der FC Southampton zum Ende der Saison 2016/17 den achten Platz erreichte. In seiner vierten und letzten Spielzeit spielte der Verein gegen den Abstieg. In dieser Saison gab er in 36 Punktspielen drei Vorlagen und erzielte sechs Tore selbst und trug somit zum Klassenerhalt mit dem 17. Tabellenplatz bei.

#### Ajax Amsterdam
Zur Saison 2018/19 kehrte er in die Niederlande zurück und schloss sich Ajax Amsterdam an. Mit Ajax erreichte Tadić in der UEFA Champions League das Halbfinale. Dabei wurde seine Leistung im Achtelfinalrückspiel gegen Real Madrid von den französischen Sportzeitschriften France Football und L’Équipe positiv bewertet; er wurde von der UEFA zu einem der 20 besten Spieler des Wettbewerbs gewählt. Tadić avancierte in Amsterdam schnell zum Stammspieler, als er in jedem der 34 Saisonspiele in der Startelf stand. Mit 13 Vorlagen sowie 28 eigenen Treffern trug er zum Gewinn der niederländischen Meisterschaft bei. Dabei hatte er zum dritten Mal in seiner Karriere in der Eredivisie die meisten Assists gegeben und wurde zudem mit seinen Toren Torschützenkönig in der Liga. Des Weiteren gewann Tadić mit Ajax nach einem 4:0-Finalsieg gegen Willem II Tilburg den KNVB-Beker. In der Saison 2019/20 in der niederländischen Hauptstadt konnte er mit seinem Verein in der „Königsklasse“ nicht an den Erfolg aus der vorangegangenen Saison anknüpfen, denn Ajax schied nach der Gruppenphase aus. Wegen der COVID-19-Pandemie wurde die Saison abgebrochen und einen Meister gab es nicht. Bis dahin hatte Tadić in der Liga elf Tore erzielt und 15 weitere Treffer vorbereitet.
In der Saison 2020/21 gewann Ajax wieder das Double aus Meisterschaft und Pokal, im Ligaalltag schoss er 14 Tore und gab 18 Vorlagen. In der UEFA Champions League schied Ajax erneut nach der Gruppenphase aus, durfte aber, genau wie in der Spielzeit 2019/20, in der UEFA Europa League weiterspielen. Schieden die Amsterdamer damals gegen den FC Getafe im Sechzehntelfinale aus, war dieses Mal die AS Rom im Viertelfinale Endstation. Der Titel in der Eredivisie konnte in der Saison 2021/22 verteidigt werden, doch im KNVB-Beker erreichte Ajax zwar das Finale, verlor dort allerdings gegen PSV Eindhoven mit 1:2. In der CL konnte die Gruppenphase überstanden werden, als man sich in einer Staffel mit Sporting Lissabon, Beşiktaş Istanbul und Borussia Dortmund den Gruppensieg sichern konnte. Dabei gab Tadić jeweils eine Vorlage und schoss ein weiteres Tor selbst; im Achtelfinale war Benfica Lissabon Endstation. In der Saison 2022/23 gab es im Endspiel des KNVB-Bekers eine Neuauflage des Endspiels und erneut hatten Tadić sowie Ajax das Nachsehen, dieses Mal im Elfmeterschießen. Auch in der Liga wurde der Meistertitel verpasst, als sich der Erzrivale Feyenoord Rotterdam die Krone aufsetzte. In der Champions League schied Ajax nach der Gruppenphase aus und hatte dabei im Heimspiel gegen den SSC Neapel mit 1:6 verloren, wobei Tadić in diesem Spiel die gelb-rote Karte sah. Als Dritter spielten die Amsterdamer in der EL weiter und schieden dort in den Finalrunden-Play-offs gegen den deutschen Außenseiter 1. FC Union Berlin aus.
Im Sommer 2023 bat Tadić um die Auflösung seines Vertrages in Amsterdam, dem die Verantwortlichen nachgekommen sind.

#### Fenerbahçe Istanbul

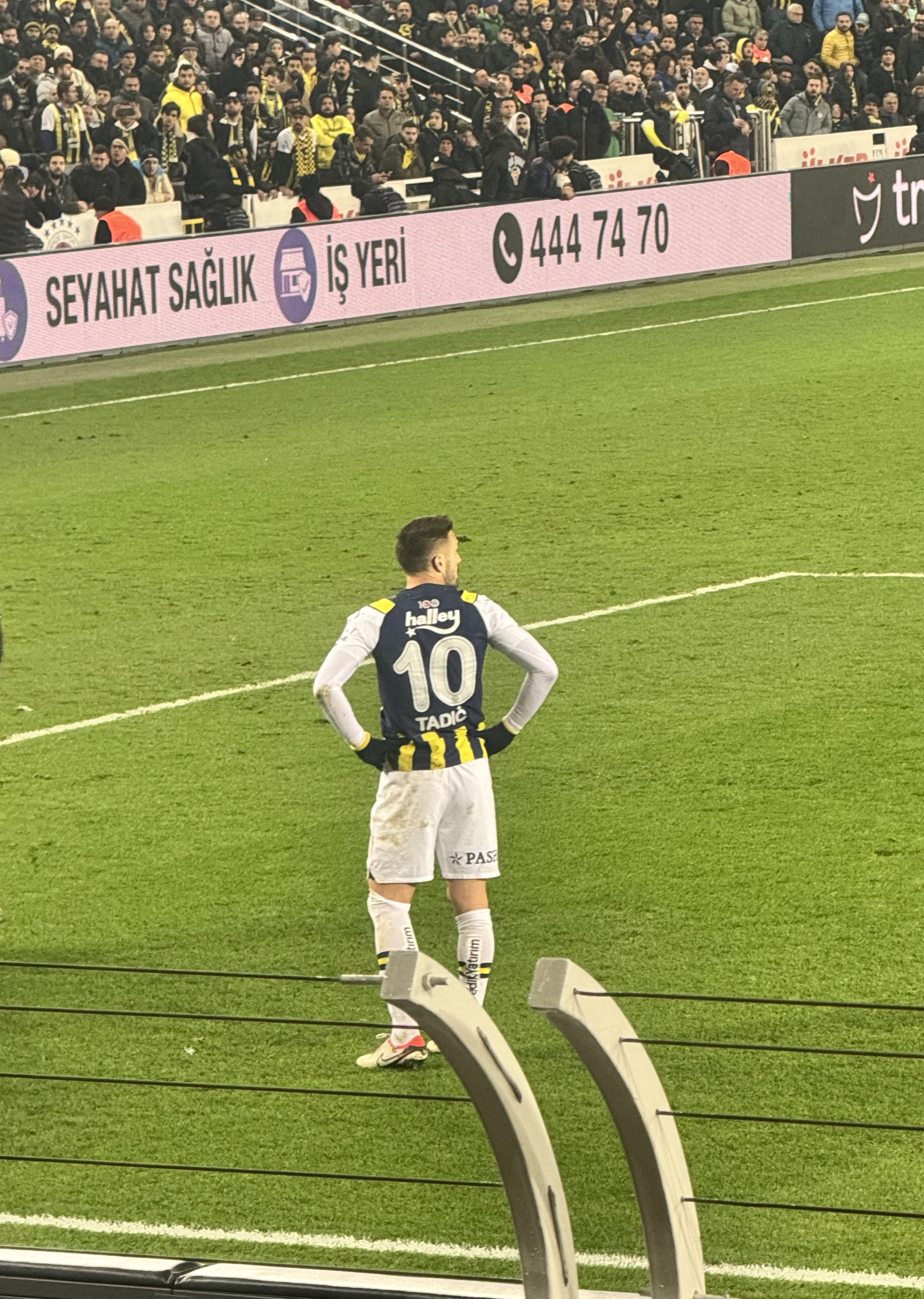
Dušan Tadić, Fenerbahçe v. Ankaragücü (28. Januar 2024).

Zur Saison 2023/24 unterschrieb er einen Zweijahresvertrag bei Fenerbahçe Istanbul. Nach dessen Ende verließ er den Verein.

#### Wechsel nach Saudi-Arabien
Im August 2025 wechselte Tadić zu al-Wahda in die UAE Pro League.

### Nationalmannschaft
Dušan Tadić kam für mehrere serbische Juniorennationalmannschaften zum Einsatz und nahm an der U-19-Fußball-Europameisterschaft 2007, den Olympischen Sommerspielen 2008 und der U-21-Fußball-Europameisterschaft 2009 teil.
Am 14. Dezember 2008 debütierte er in der serbischen Nationalmannschaft, als er beim Spiel gegen Polen in der Startaufstellung stand. Sein erstes Tor für die A-Nationalmannschaft erzielte er am 11. September 2012 beim 6:1-Sieg über die walisische Nationalmannschaft. Das Spiel wurde in Novi Sad im Stadion Karađorđe ausgetragen, der Spielstätte von Vojvodina Novi Sad, dem Verein, bei dem Dušan Tadić seine Jugend verbracht und seine Profikarriere begonnen hatte. 2018 nahm er mit Serbien an der Fußball-WM teil und kam in allen drei Vorrundenspielen zum Einsatz. Serbien schied nach der Vorrunde aus.
Am 10. September 2023 bestritt er im Rahmen der Qualifikation für die EM 2024, für die sich Serbien erstmals qualifizieren konnte, sein 100. Länderspiel. Im letzten Spiel der Qualifikation stellte er den serbischen Rekord von Branislav Ivanović ein, der neben seinen 104 Spielen für Serbien noch ein Spiel für Serbien und Montenegro bestritten hatte.
Am 25. März 2024 wurde er mit 106 Länderspielen serbischer Rekordnationalspieler.

## Erfolge
Vojvodina Novi Sad
- Serbischer Vizemeister: 2008/09
- Dritter der serbischen Liga: 2006/07, 2007/08
- Serbischer Pokalfinalist (2): 2006/07, 2009/10

Ajax Amsterdam
- Niederländischer Meister: 2019, 2021, 2022
- Niederländischer Pokalsieger: 2019, 2021
- Niederländischer Supercupsieger: 2019

## Auszeichnungen
- SuperLiga-Team des Jahres: 2009/10
- Europas drittbester Torvorlagengeber: 2011
- Torschützenkönig der Eredivisie: 2018/19 (28 Tore)
- Serbiens Fußballer des Jahres: 2016, 2019, 2021